# Министерство на вътрешните работи (общо)
Министерството на вътрешните работи е министерство, което обикновено отговаря за полицията, националната сигурност и въпросите на емиграцията. Службата обикновено се ръководи от министър на вътрешните работи.
| Държава     | Министерство                                   | Ръководство                                |
| ----------- | ---------------------------------------------- | ------------------------------------------ |
| Афганистан  | Министерство на вътрешните работи              | Министър на вътрешните работи              |
| Албания     | Министерство на вътрешните работи              | Министър на вътрешните работи              |
| Аржентина   | Министерство на вътрешните работи и транспорта | Министър на вътрешните работи и транспорта |
| Австралия   |                                                |                                            |
| Австрия     | Федерално Министерство на вътрешните работи    | Федерален Министър на вътрешните работи    |
| Азербайджан | Министерство на вътрешните работи              | Министър на вътрешните работи              |
| България    | Министерство на вътрешните работи              | Министър на вътрешните работи              |

Министерство внутренних дел или съкратено МВД, в превод – Министерство на Вътрешните Работи, работи в следните страни и субекти на Руската Федерация: СССР; Чувашия; Чеченската република; Башкирия; Калмикия; Хакасия; Удмуртия; Тува; Еврейска автономна област; Република Карелия; Коми; Северна Осетия; Карачаево-Черкезия; Марий Ел; Якутия; Адигея; Крим; Мордовия; Татарстан; Република Беларус; Руската Федерация; Република Украйна;